# Pont Isabelle-II
Le pont Isabelle-II  (en castillan Puente de Isabel II) est un pont de Séville (Andalousie, Espagne). Il est mieux connu sous le nom de pont de Triana.

## Situation
En partant du nord de la ville, il est le sixième pont à enjamber la darse du Guadalquivir qui traverse Séville du nord au sud. 
En droite ligne de l'Avenida de los Reyes Católicos, il quitte la rive gauche de la darse du Guadalquivir entre le quartier d'El Arenal et la Plaza de Armas, au début du Paseo de Cristóbal Colón, qui longe le fleuve. Il atteint la rive droite à la Plaza del Altozano, dans le quartier de Triana, qui lui donne son deuxième nom. Il se prolonge vers l'ouest par l'Avenida de San Jacinto.

## Histoire
Inauguré en 1852, il est le premier pont fixe à avoir vu le jour à Séville. Auparavant, seul un pont flottant permettait de traverser le Guadalquivir et même si on retrouve déjà en 1629 l'idée de bâtir à Séville un pont permanent, ce n'est qu'en 1824 que sa construction est encouragée par un décret royal.

### Choix du projet

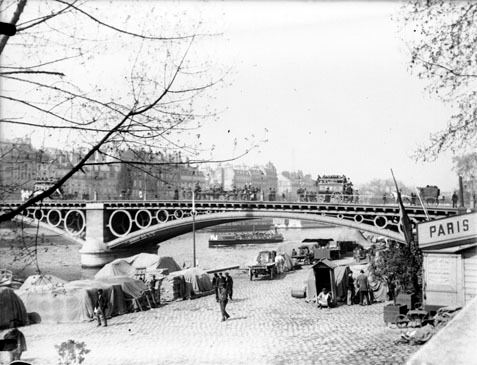
Le pont du Carrousel, à Paris, détruit en 1931, a servi de modèle au pont Isabelle-II.

Après plusieurs projets avortés, les ingénieurs français Ferdinand Bernardet et Gustave Steinacher présentent en 1844 trois projets : un pont de pierre, un pont suspendu et un pont de fer (semblable au pont d'Austerlitz de Paris) fixé à deux pylônes centraux. Le 24 avril 1845, le choix final de la Commission des ponts, créée pour l'occasion, se porte sur le pont de pierre, imaginé sur le modèle du pont du Carrousel de Paris (détruit en 1931),. D'après le projet, ce dernier est formé de trois arches et est supporté par deux piles posées dans le fleuve. La distance entre les piles garantit que le pont ne soit pas un obstacle au passage des troncs flottants transportés depuis la Sierra de Segura ni à celui des autres éléments que charriaient les eaux du fleuve en périodes de crue. La hauteur libre est en outre suffisante pour le passage des navires à vapeur à cheminée rabattable. La largeur prévue du pont est de 33 pieds (10.7 mètres), dont 24 (7.8 m) pour la chaussée. La commission demande aux ingénieurs français qu'il soit entièrement de fabrication espagnole.

### Construction

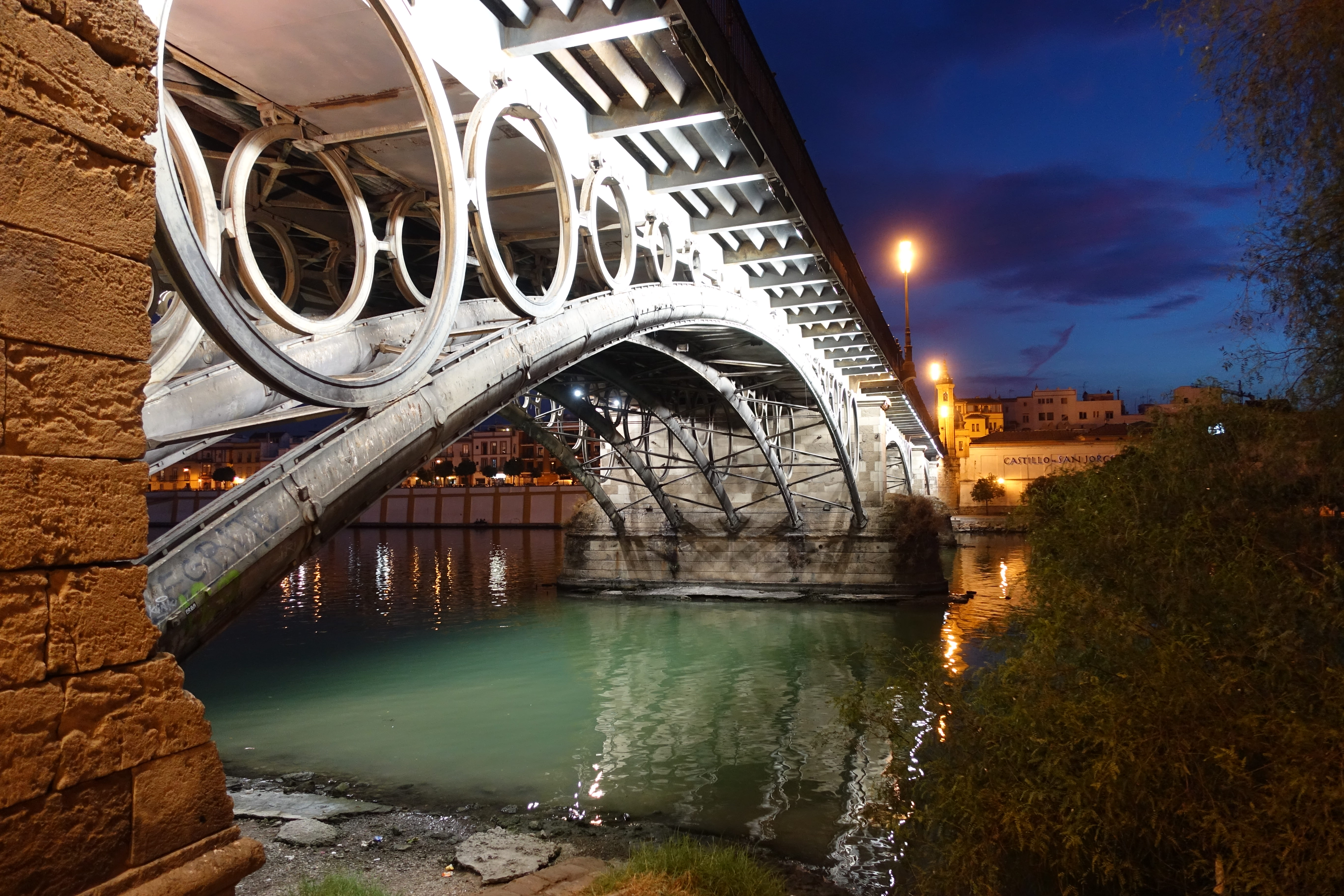
Sous le pont Isabelle-II, éclairé. Octobre 2017.

La première pierre est posée le 12 décembre 1845 sur la rive gauche. La construction du pont est entachée par la démission des ingénieurs français pour des raisons financières. Le pont est terminé par l'ingénieur espagnol Don Canuto Corroza. Il est inauguré le 23 février 1852.

### Structure
Le pont, qui mesure 149 m, est posé sur quatre piles (deux appuis d'extrémité situés dans le fleuve et deux appuis intermédiaires), entre lesquelles se trouvent trois arches de 43,46 m chacune. Chaque arche est constituée de cinq arcs parallèles de fonte grise, unis par des entretoises. Chaque arc est formé de pièces de section elliptique. À l'origine, entre le tablier et les arches se trouvaient cinq arcs résistants de fonte grise et le revêtement, en brique recouvert de béton, s'appuyait sur un tablier de fer uni aux armatures. Des candélabres sont placés symétriquement, au-dessus des culées et de chaque pile.

### Choix du nom
Construit sous le règne d'Isabelle II, le nouveau pont est logiquement baptisé en son honneur. Actuellement, il est mieux connu sous le nom de pont de Triana, du nom du quartier qu'il relie à la vieille ville de Séville. D'ailleurs, ce nom apparaît sur une pile du pont.

### Financement
À ses débuts, afin de rembourser le coût de sa construction (70 000 reals), un péage est mis en place. La ville, par ce moyen, mettra 10 ans à rembourser sa dette. Le péage a depuis été aboli.

### Rénovations et modifications
Assez rapidement, le ciment, vraisemblablement défectueux dès le départ, pose un problème qui est partiellement résolu en 1881, lorsque se terminent les travaux de consolidation des piles et des contreforts. Mais ce n'est qu'avec la fin des crues lors de la déviation du Guadalquivir vers l'ouest, en 1948, que le problème est définitivement réglé.
Dans l'intervalle, pour pouvoir accueillir le trafic des trams et de véhicules plus lourds qu'au XIXe siècle, un projet d'élargissement et de renforcement du pont est proposé en 1903 par l'ingénieur José María Castrillo. Cependant, ces transformations ne sont effectuées que plusieurs années plus tard, vers 1916-1918 par l'architecte Juan Talavera y Heredia, selon un nouveau projet de l'ingénieur Félix Ramírez Doreste : le tablier est entièrement remplacé et des trottoirs en encorbellement sont ajoutés,.
Le trafic croissant des camions et des autobus endommage malgré tout continuellement le pont, aboutissant en 1958 à sa fermeture à la circulation des camions et des autobus. Le 7 septembre 1974, la sous-direction générale des routes du Ministère des travaux publics demande à la ville de Séville sa démolition et son remplacement par un pont neuf. Mais grâce à la réaction du Collège des architectes de la ville et de la commission du patrimoine historico-artistique, il peut être sauvé. D'importants travaux sont mis en œuvre en 1977 par Juan Batanero García Geraldo, professeur de structures métalliques à l'Escuela de Caminos Canales y Puertos de Madrid et par l'ingénieur Manuel Ríos Pérez, incluant le remplacement complet du tablier par un tablier autoportant, transformant les arches du pont de Triana en simples structures esthétiques. Le nouveau pont est inauguré le 13 juin 1977.

## Chapelle du Carmel
Au niveau de la pile de la rive droite, du côté amont du pont, se trouve depuis 1928 la chapelle du Carmel (Capilla de la Virgen del Carmen), bâtie par Aníbal González. Sa forme particulière lui vaut le surnom de Mechero (briquet) de la part des Sévillans. Son style n'est pas sans rappeler celui d'autres œuvres du même architecte datant de l'Exposition ibéro-américaine de 1929, comme la Place d'Espagne de Séville.

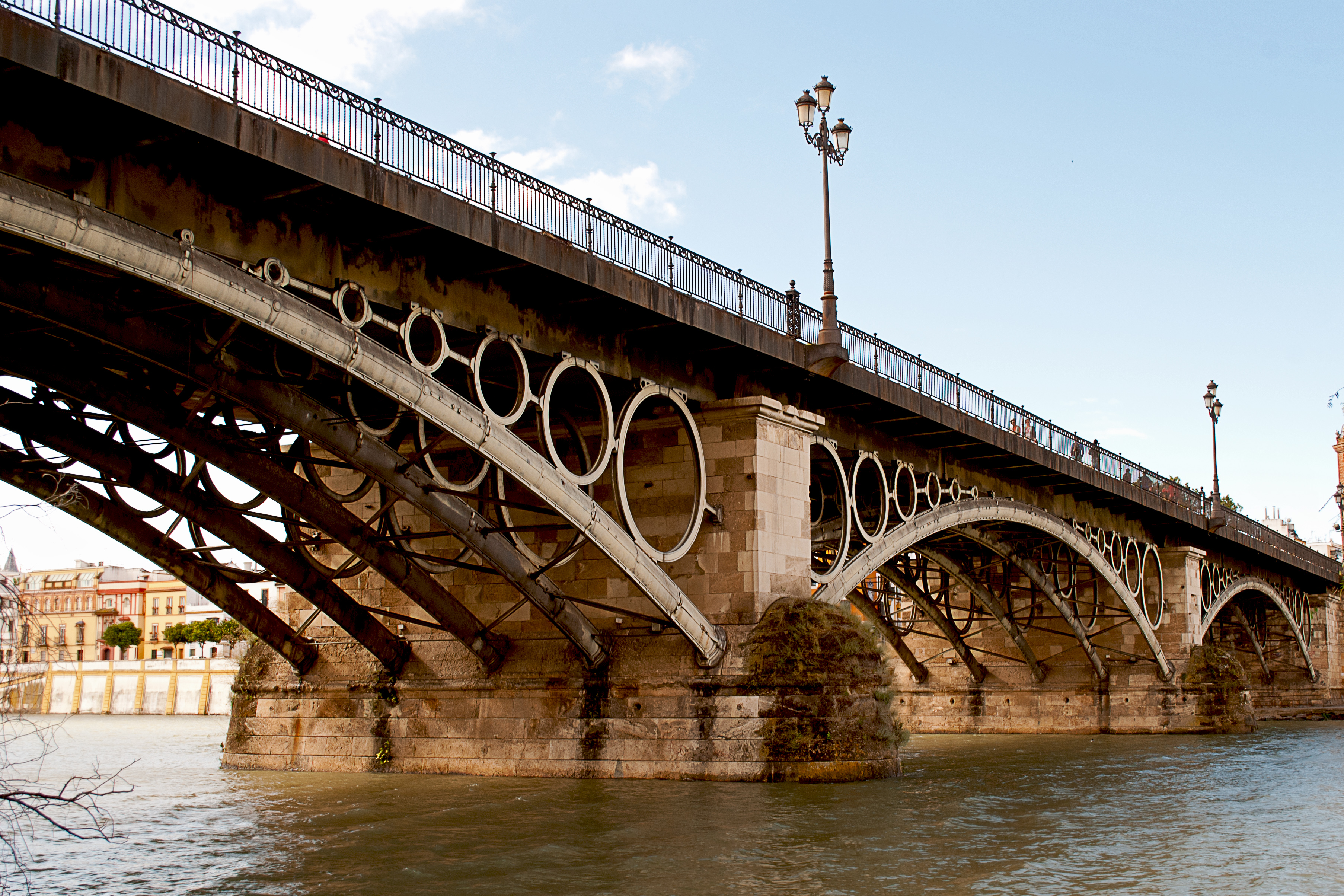
Le pont de Triana. Les arcs parallèles formant les arches sont bien visibles.
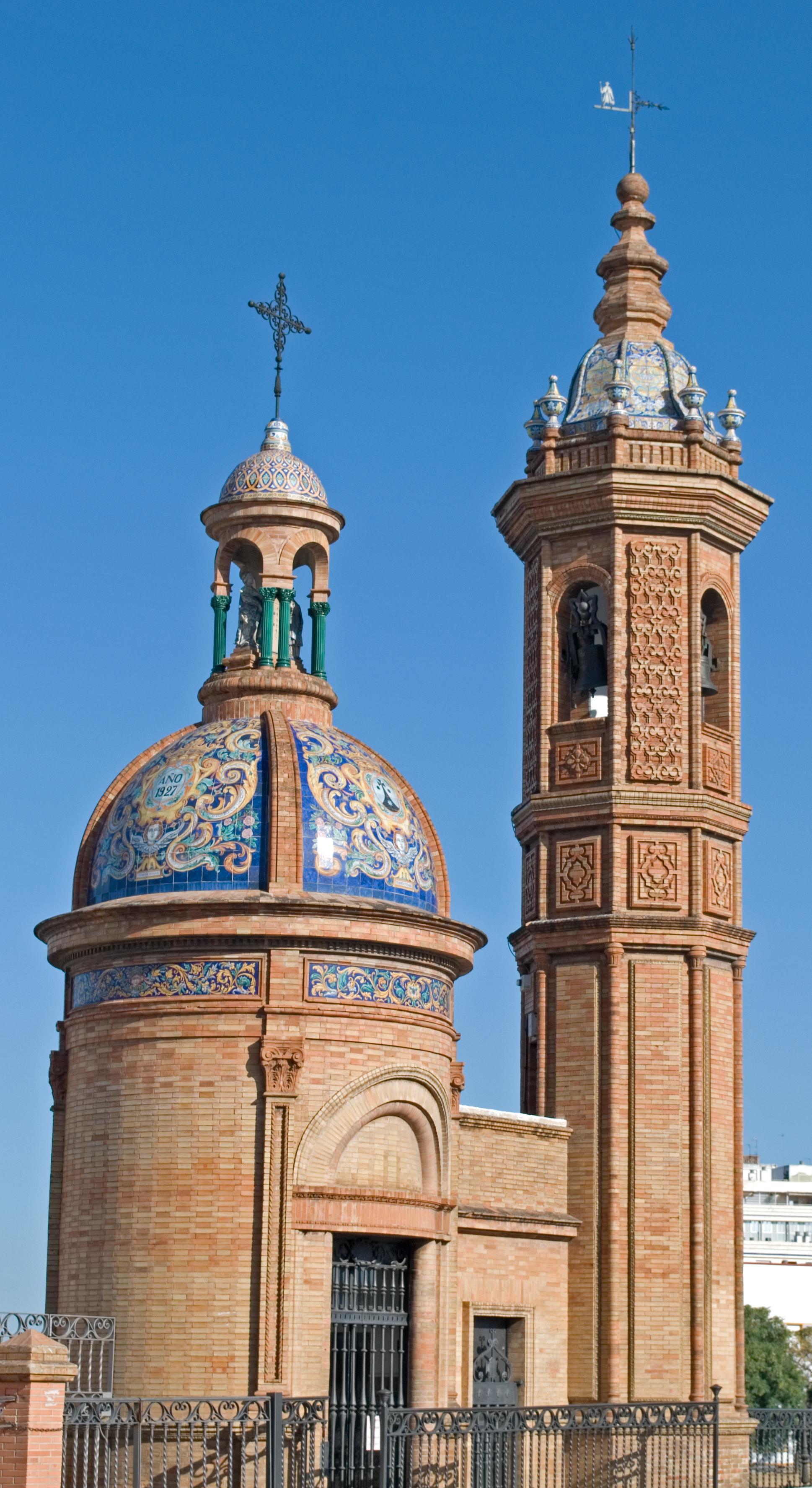
Le Mechero, au toit décoré d'azulejos, situé au bout du pont Isabelle-II.